# Rudolf Johannes Streller
Rudolf Johannes Streller (* 3. Dezember 1895 in Leipzig; † 28. März 1963 in Nordhorn) war ein deutscher Nationalökonom. Er war Professor an der Universität Leipzig und an der Universität Halle.

## Lebenslauf
Streller legte 1914 das Notabitur ab und nahm von 1914 bis 1918 am Ersten Weltkrieg teil. Er studierte 1919 bis 1926 Volkswirtschaftslehre an den Universitäten Leipzig und Frankfurt am Main. 1922 erfolgte die Promotion zum Dr. rer. pol. in Volkswirtschaftslehre an der Universität Leipzig über Die wichtigsten Münzen im Handelsverkehr der Hanse des Mittelalters (bis 1500). 1926 folgte die Habilitation für Nationalökonomie an der Universität Leipzig über Statik und Dynamik in der theoretischen Nationalökonomie. 1926 bis 1930 war er Privatdozent für Nationalökonomie an der Universität Leipzig, dort 1930 bis 1938 nplao. Professor für Nationalökonomie und 1939 bis 1945 ordentlicher Professor für Staatswissenschaften an der Universität Halle. 1939 bis 1945 nahm Streller am Zweiten Weltkrieg teil.
Nach 1945 war Streller Leiter der Volkshochschule in Bentheim und Studienleiter der Verwaltungs- und Wirtschaftsakademie Osnabrück.
Streller war Mitglied der DVP von 1920 bis 1924, Mitglied des Stahlhelms von 1933 bis 1934, Mitglied der SA und seit 1937 Mitglied der NSDAP (Mitgliedsnummer 5.823.955). Er unterzeichnete im November 1933 das Bekenntnis der Professoren an den deutschen Universitäten und Hochschulen zu Adolf Hitler.

## Schriften (Auswahl)
- (Hrsg.) Beiträge zum Genossenschaftswesen, Schriften des Seminars für Genossenschaftswesen an der Universität Halle-Wittenberg, Stuttgart-Berlin.
- Die wichtigsten Münzen im Handelsverkehr der Hanse des Mittelalters (bis 1500) (=Jahrbuch der Philosophischen Fakultät Leipzig), Diss. 1922.
- Statik und Dynamik in der theoretischen Nationalökonomie, Habil., Leipzig 1926.
- Die Dynamik der theoretischen Nationalökonomie, Mohr, Tübingen 1928.
- Autarkie, Verband der Ärzte, Leipzig 1933.